# Barrio Nuevo, Quechultenango
Barrio Nuevo är en ort i Mexiko.   Den ligger i kommunen Quechultenango och delstaten Guerrero, i den södra delen av landet, 230 km söder om huvudstaden Mexico City. Barrio Nuevo ligger 730 meter över havet och antalet invånare är 196.
Terrängen runt Barrio Nuevo är lite bergig. Runt Barrio Nuevo är det ganska glesbefolkat, med 40 invånare per kvadratkilometer. Närmaste större samhälle är Quechultenango, 11,9 km nordväst om Barrio Nuevo. Omgivningarna runt Barrio Nuevo är huvudsakligen savann.